# Santuario di Greccio
Il santuario eremo di Greccio, detto anche santuario del presepe, è un santuario ed eremo francescano situato nel comune di Greccio (provincia di Rieti, Lazio), il più noto dei quattro santuari della Valle Santa reatina (insieme al santuario di Fonte Colombo, al santuario della Foresta e al santuario di Poggio Bustone).
Tra i luoghi più importanti del francescanesimo, fu fondato da San Francesco d'Assisi ed è soprannominato "la Betlemme Francescana", perché in questo luogo, nel 1223, San Francesco inventò il presepe. Fa parte del cammino di Francesco e della via di Francesco.

## Storia
Il santuario di Greccio è il più antico dei quattro santuari della valle Santa, ed è l'unico che durante la vita del santo disponeva già di edifici dedicati ad ospitare frati.

### Arrivo di San Francesco a Greccio e origine del Santuario

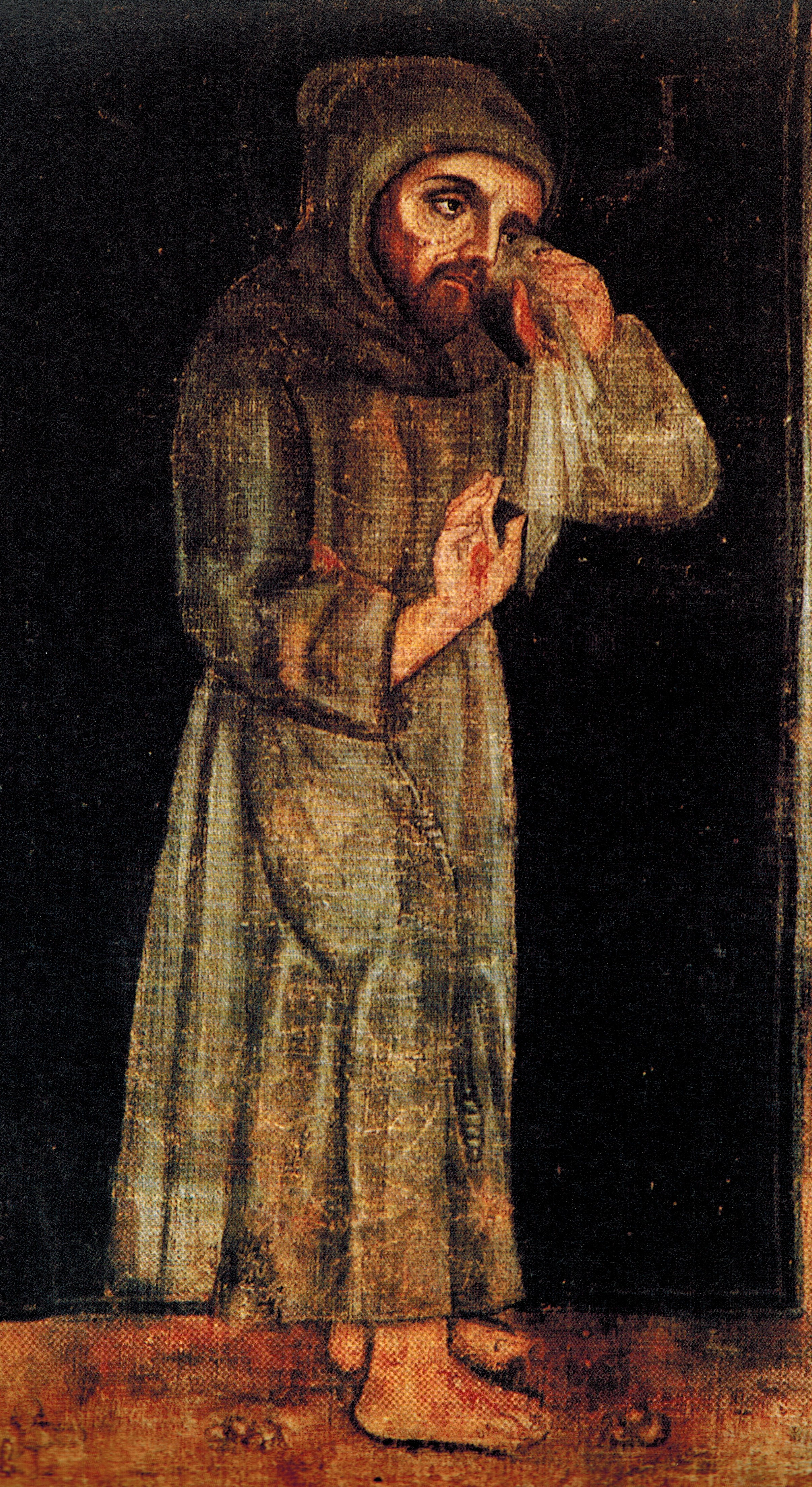
Ritratto di San Francesco conservato nel convento di Greccio, considerato tra i più antichi esistenti

Non è chiaro in che anno Francesco d'Assisi arrivò per la prima volta a Greccio. La tradizione francescana vuole che la sua prima visita a Greccio risalga al 1209 o al 1217; la sua presenza in quel periodo è ritenuta probabile ma non è documentata.
Stando alla tradizione, in quel periodo il santo si ritirò in meditazione sulla montagna che sovrasta l'attuale santuario (il monte Lacerone, oggi detto anche monte San Francesco), ad un'altezza di oltre mille metri, abitando tra i boschi in una modesta capanna. Spesso scendeva in paese, dove predicava il Vangelo e si scagliava contro i costumi empi degli abitanti; le sue parole suscitarono l'ammirazione del feudatario di Greccio, tale Giovanni Velita, che lo esortò a rimanere in paese.
Secondo la leggenda, per scegliere il luogo esatto dove stabilirsi (che poi divenne il luogo del santuario), Francesco avrebbe incaricato un bambino di lanciare un tizzone ardente: questo, volando come una saetta, terminò la sua corsa sulla scoscesa parete rocciosa di un monticello di proprietà di Giovanni Velita. In quel luogo Francesco stabilì la sua dimora, risiedendo all'interno di un'umile grotta, che costituì il primo nucleo del santuario. Quest'ultimo, inizialmente, era poco più che un sito rupestre, e solo nel corso del tempo, attorno alla grotta, furono costruiti gli edifici che attualmente lo compongono.

### Il Natale del 1223
La prima presenza di Francesco storicamente accertata risale invece al 1223. La vigilia di Natale di quell'anno, con l'aiuto e l'incoraggiamento di Velita, San Francesco diede vita a una rievocazione, con personaggi viventi, della nascita del Cristo nella Notte di Natale, che si tenne presso la grotta dove risiedeva. La leggenda narra che il bambinello, unico personaggio non vivente della rievocazione, prese vita per poi tornare inanimato. In seguito a questo evento miracoloso, il presepe è divenuta una tradizione diffusa in tutto il mondo cristiano.
Subito dopo il 1223 si costituì a Greccio una piccola comunità di seguaci del santo, e in corrispondenza del luogo della rappresentazione del presepe furono eretti i primi edifici.
In seguito San Francesco tornò ancora a Greccio, da fine settembre 1224 al 1226, lasciandolo sei mesi prima della sua morte.

### Ampliamento del santuario
Nel periodo immediatamente successivo alla canonizzazione di Francesco (luglio 1228 - febbraio 1229) venne edificata una chiesa che inglobava la grotta che aveva ospitato la rappresentazione della natività, che prese il nome di chiesa di San Francesco.
Nel 1906 venne costruita la chiesa superiore, in luogo del precedente porticato cinquecentesco.
Nel dopoguerra il santuario venne ampliato con la costruzione di un piazzale-belvedere e di una chiesa più ampia, la chiesa dell'Immacolata Concezione (1959).

## Avvenimenti storici e visitatori illustri

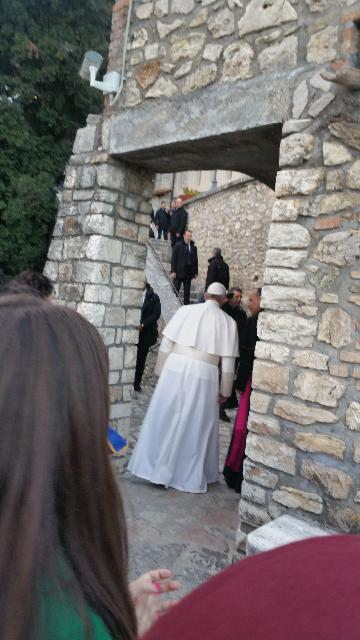
Papa Francesco al santuario nel 2019

In virtù del forte legame di questo luogo con la memoria di Francesco d'Assisi, nel corso dei secoli il santuario è stato visitato da importanti personalità religiose.
L'11 agosto 1246 tre compagni di Francesco si riunirono a Greccio per redigere la celebre Lettera di Greccio, un'introduzione alla loro biografia del santo.
Nel 1996, nel corso del Forum Internazionale Civiltà dell’Amore, venne piantato un ulivo donato dal Fondo Nazionale Ebraico.
Il santuario è stato visitato per tre volte da un pontefice: il 2 gennaio 1983 da papa Giovanni Paolo II, e da papa Francesco per due volte, il 4 gennaio 2016 in forma privata e il 1º dicembre 2019 in forma pubblica, occasione in cui ha consegnato la lettera apostolica intitolata Admirabile signum, concernente il significato del presepio.

## Descrizione
Il santuario è incassato come un nido d'aquila nella roccia dei monti Sabini, ad un'altitudine di 665 m s.l.m., a due chilometri di distanza dell'antico borgo medievale di Greccio, e circa 15 km dal capoluogo Rieti. Gli edifici si sviluppano su più livelli, attorno a un piazzale-belvedere, da cui si gode di un panoramico affaccio sull'ampia Valle Santa reatina.

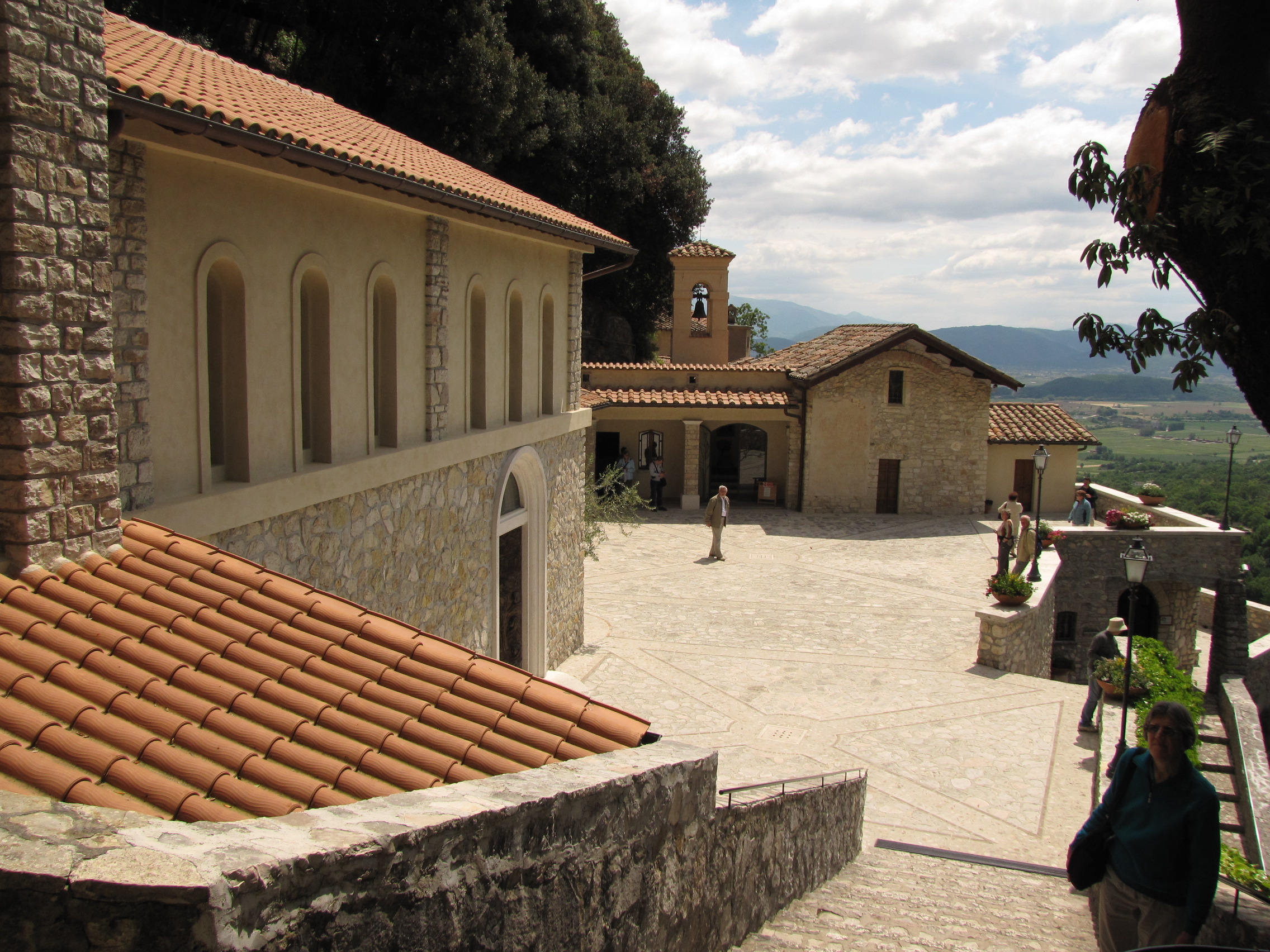
Il belvedere del santuario, con la Piana Reatina sullo sfondo
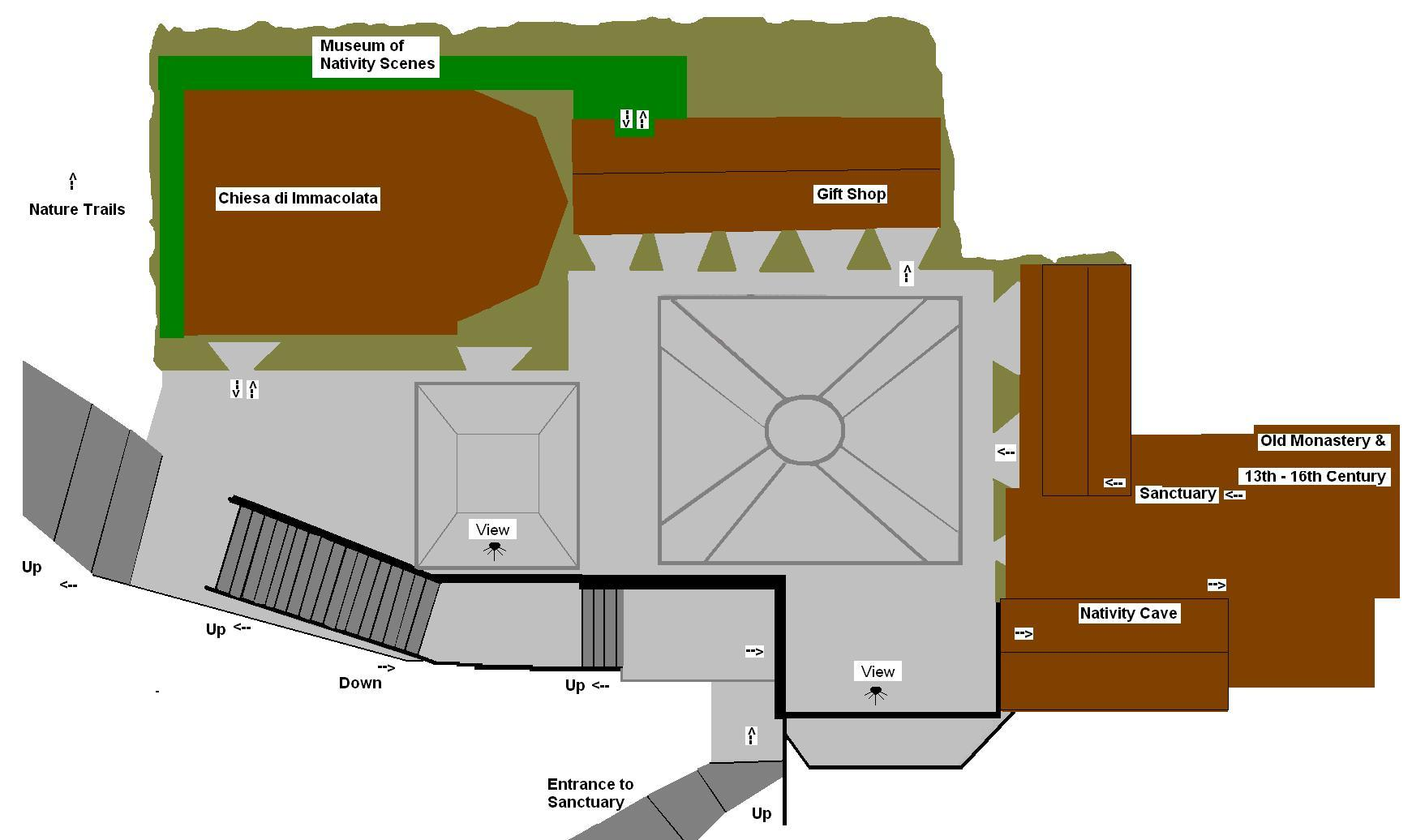
Pianta del santuario di Greccio

### Scalinata d'accesso
Avvicinandosi al santuario lungo la strada provinciale 1c si nota innanzitutto una statua in bronzo posizionata nel luglio 2016, che raffigura Giovanni Paolo II (primo pontefice a visitare il santuario) nell'atto di benedire la valle santa reatina. Due tornanti più avanti, in corrispondenza del parcheggio, bar e ufficio informazioni, ha inizio la lunga scalinata intagliata nella rupe che rappresenta la tradizionale via d'accesso al santuario. Alla base della scalinata si trovano due statue di San Francesco, una in pietra e una in bronzo (quest'ultima posizionata nel 2005). Quasi alla fine della scalinata, si trova un piccolo giardino terrazzato che ospita la scultura in travertino Omaggio a San Francesco, realizzata nel 1993 dallo scultore siciliano Leonardo Cumbo.

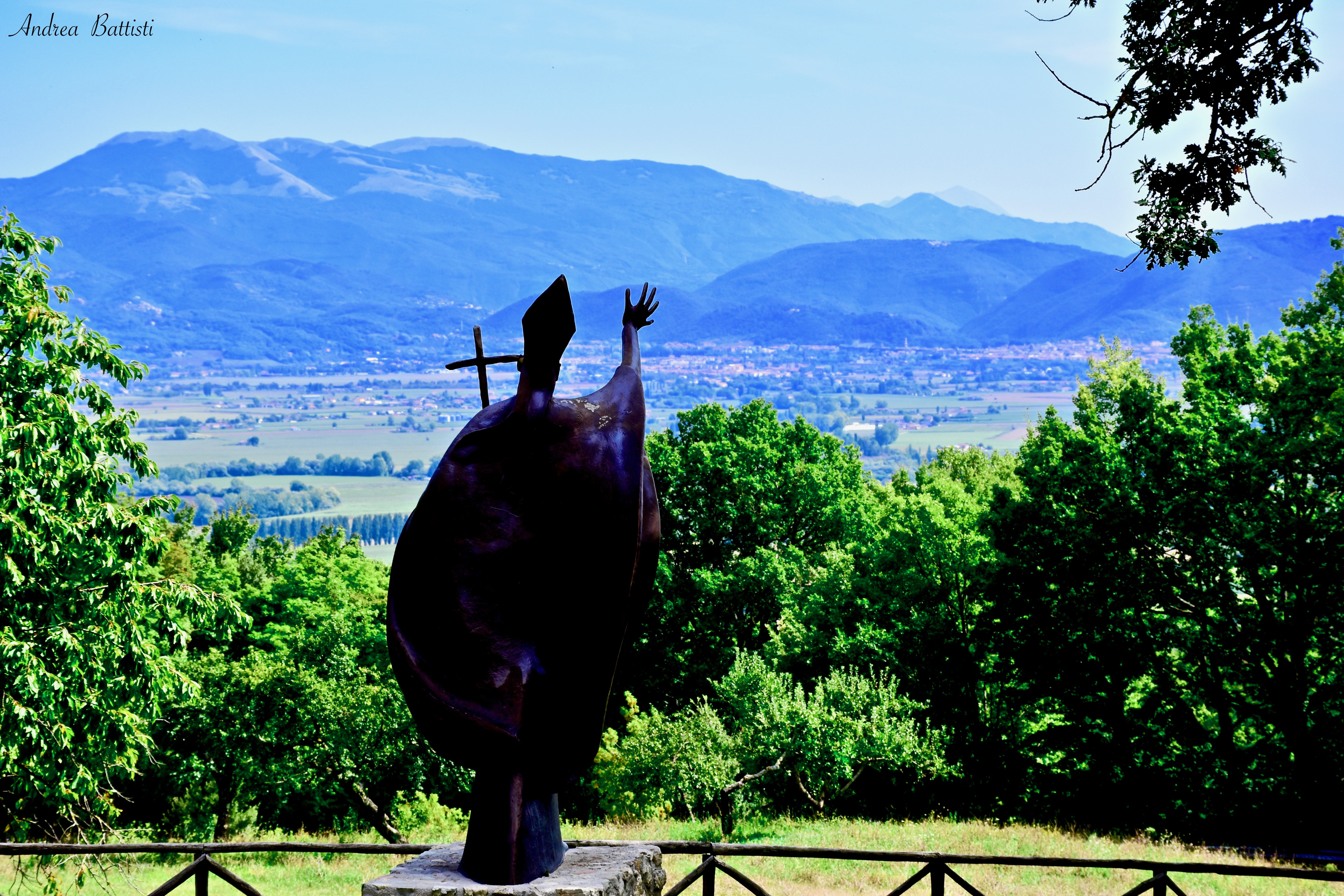
La statua di Giovanni Paolo II (2016), con la Valle Santa sullo sfondo
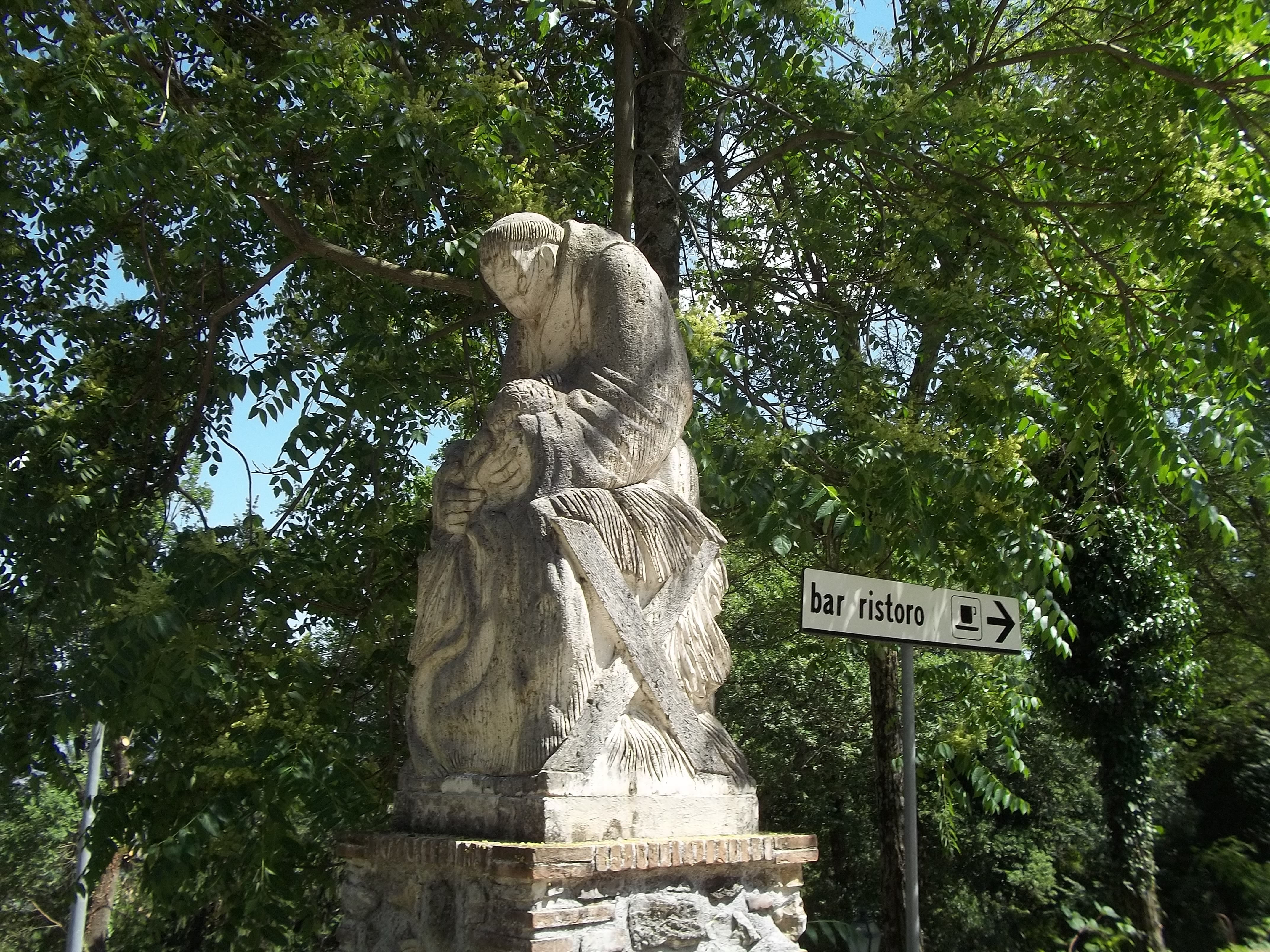
La statua in pietra
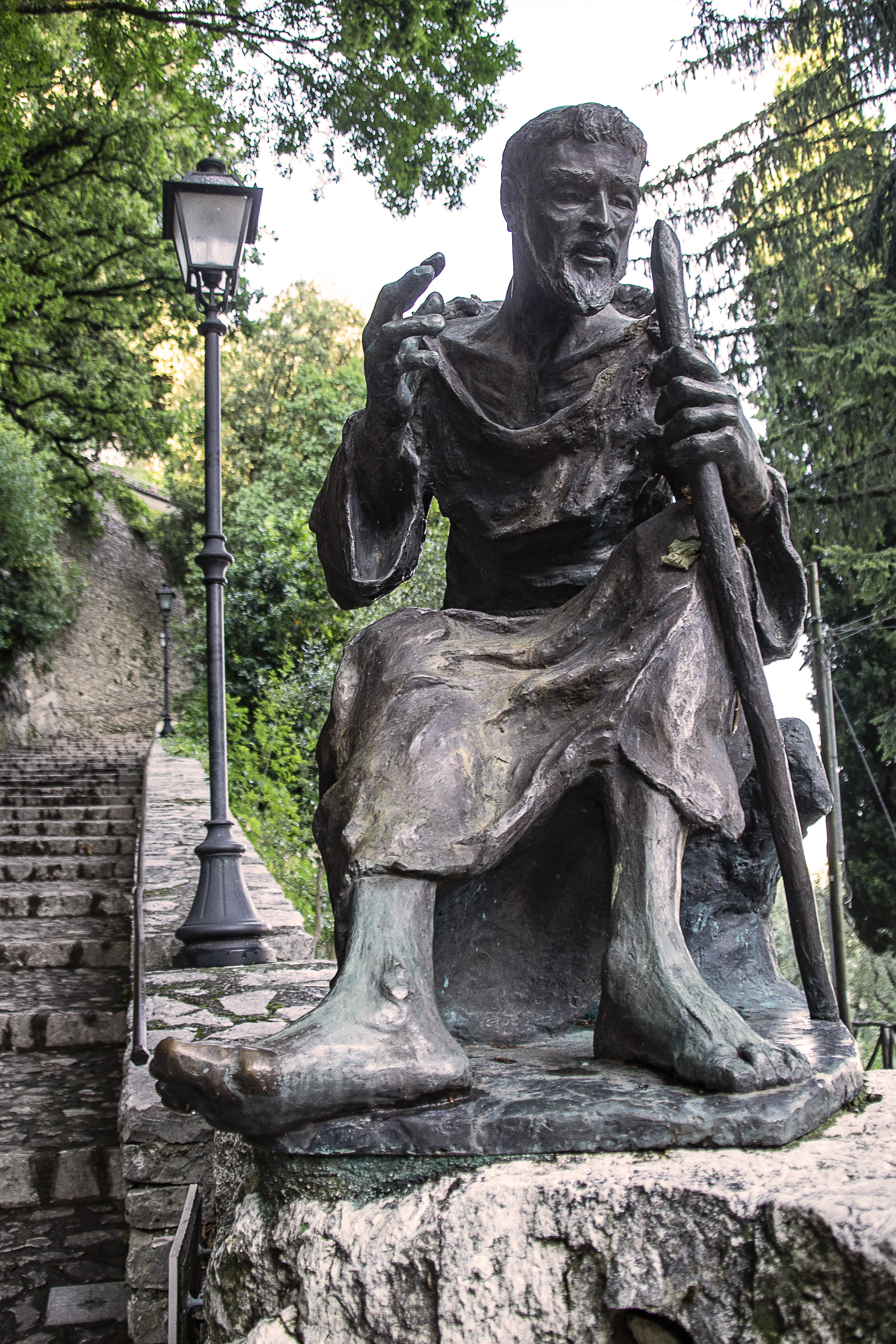
La statua in bronzo (2005)
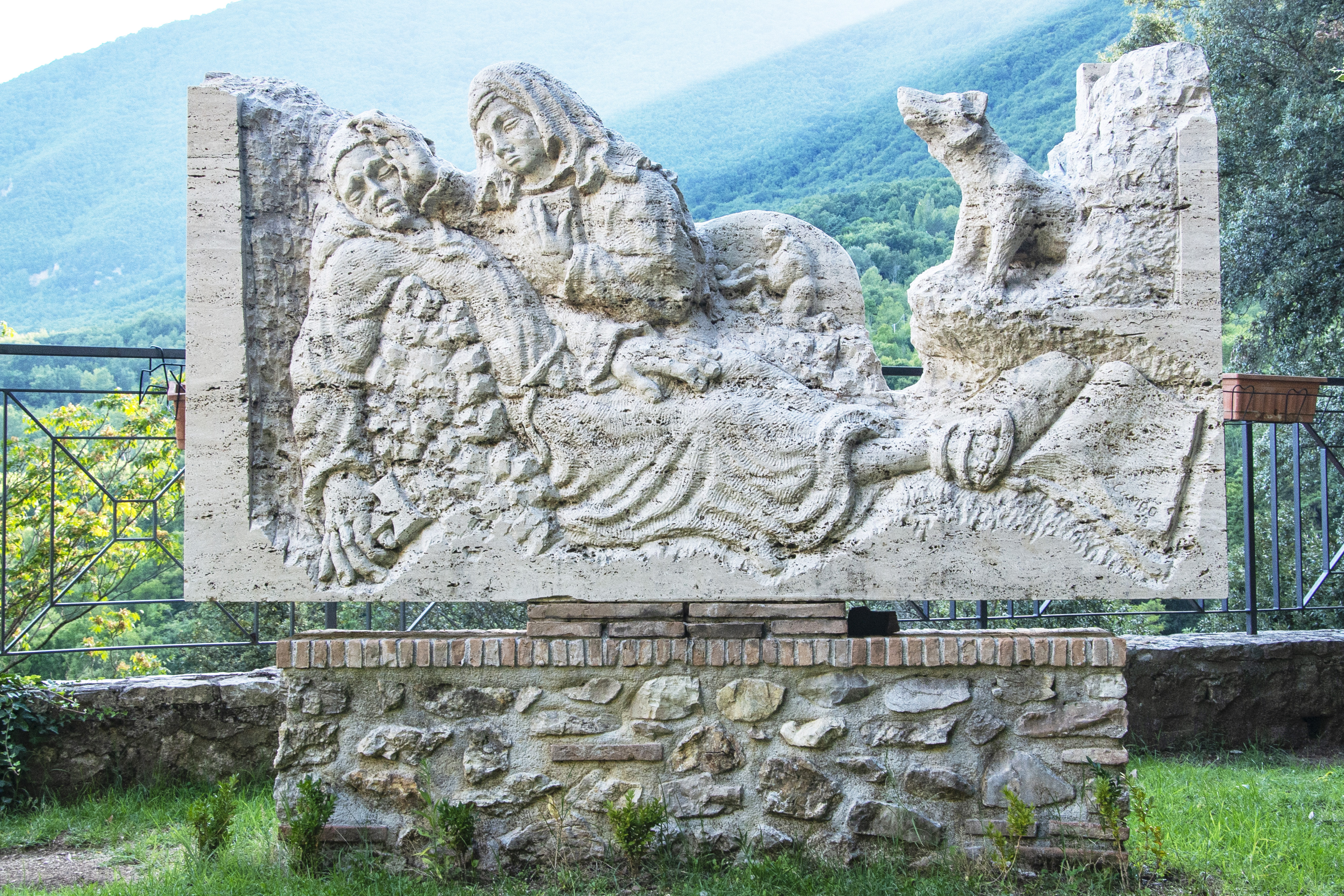
Omaggio a San Francesco (Cumbo, 1993)

### Cappella del Presepio e Grotta della Natività

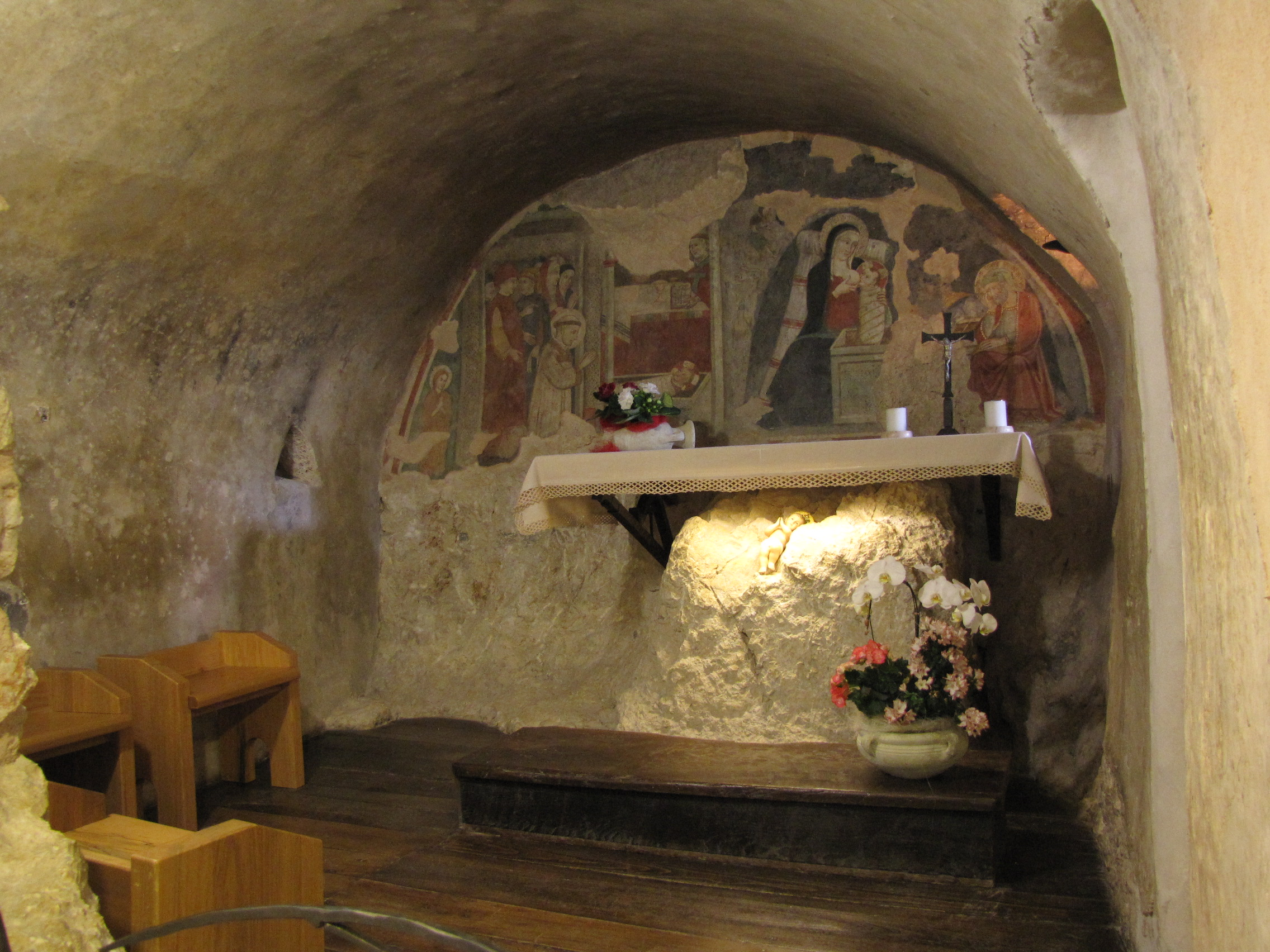
La grotta della Natività

Al termine della scalinata si accede alla cappella del Presepio, che costituisce il cuore del santuario. È costruita attorno alla grotta dove, secondo la tradizione, si sarebbe svolta la rappresentazione della Natività da parte di Francesco, la vigilia di Natale del 1223.
Superati i banchi per raccogliersi in preghiera, si trova l'accesso alla grotta della Natività, un ambiente piccolo e semplice, dotato di un altare e un paio di sedili. Sotto la mensa dell'altare si trova la rientranza nella roccia che, secondo la tradizione, ospitò la statua di Gesù bambino che prese vita miracolosamente durante la rievocazione voluta da Francesco.
Sopra l'altare si trova un affresco a forma di lunetta risalente al quattrocento e di scuola giottesca, attribuito a un anonimo maestro di Narni del 1409. La parte destra della lunetta mostra la natività originaria di Betlemme, mostrando la Vergine mentre allatta Gesù bambino alla presenza di San Giuseppe. La parte sinistra illustra invece la natività rievocata da Francesco a Greccio, mostrando il santo vestito da diacono inginocchiato davanti al Bambino, e alle spalle il popolo di Greccio che assiste al miracolo.
Dalla cappella del presepe si accede a un corridoio (che porta al monastero antico) dove si trovano due affreschi: una natività di scuole umbro-marchigiana e un San Giovanni Battista, ritenuti opere della scuola del Maestro di Fossa (XIV secolo).

### Monastero antico

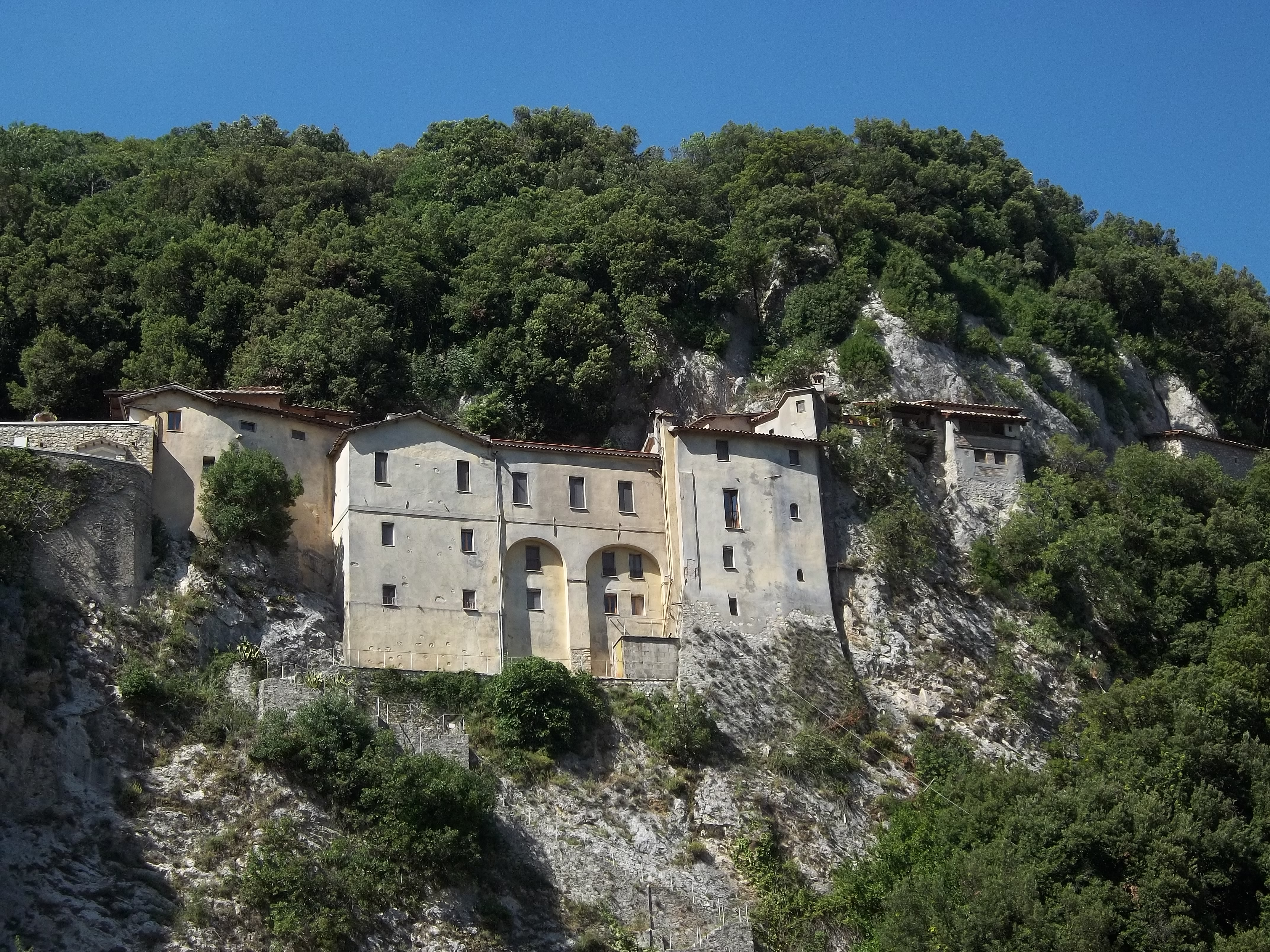
Il convento visto dall'esterno

Adiacenti alla cappella del Presepio è il nucleo più antico del convento, dove vissero i primi frati. Gli ambienti sono costituiti da:
- il refettorio dei frati, con i resti del lavabo e del canale di scarico;

- il dormitorio (un ambiente grande 7x2 metri);

- la piccolissima cella dove riposava Francesco, scavata nella nuda roccia, detta anche "sacro speco";

- pulpito di San Bernardino.

### Dormitorio di San Bonaventura
Il dormitorio di San Bonaventura è il luogo dove vissero i frati in un secondo momento, dopo la dismissione del monastero antico: dal 1260/70 fino al 1915.
Si tramanda che l'ambiente sia stato eretto nell'epoca in cui San Bonaventura era generale dell'ordine (1260-1270), da cui prende il nome.
L'ambiente, interamente realizzato in legno, è costituito da uno stretto corridoio che dà accesso a quindici piccole celle. La prima cella a destra è nota per aver ospitato San Bonaventura e San Bernardino da Siena.

### Prima chiesa di San Francesco o di San Bonaventura

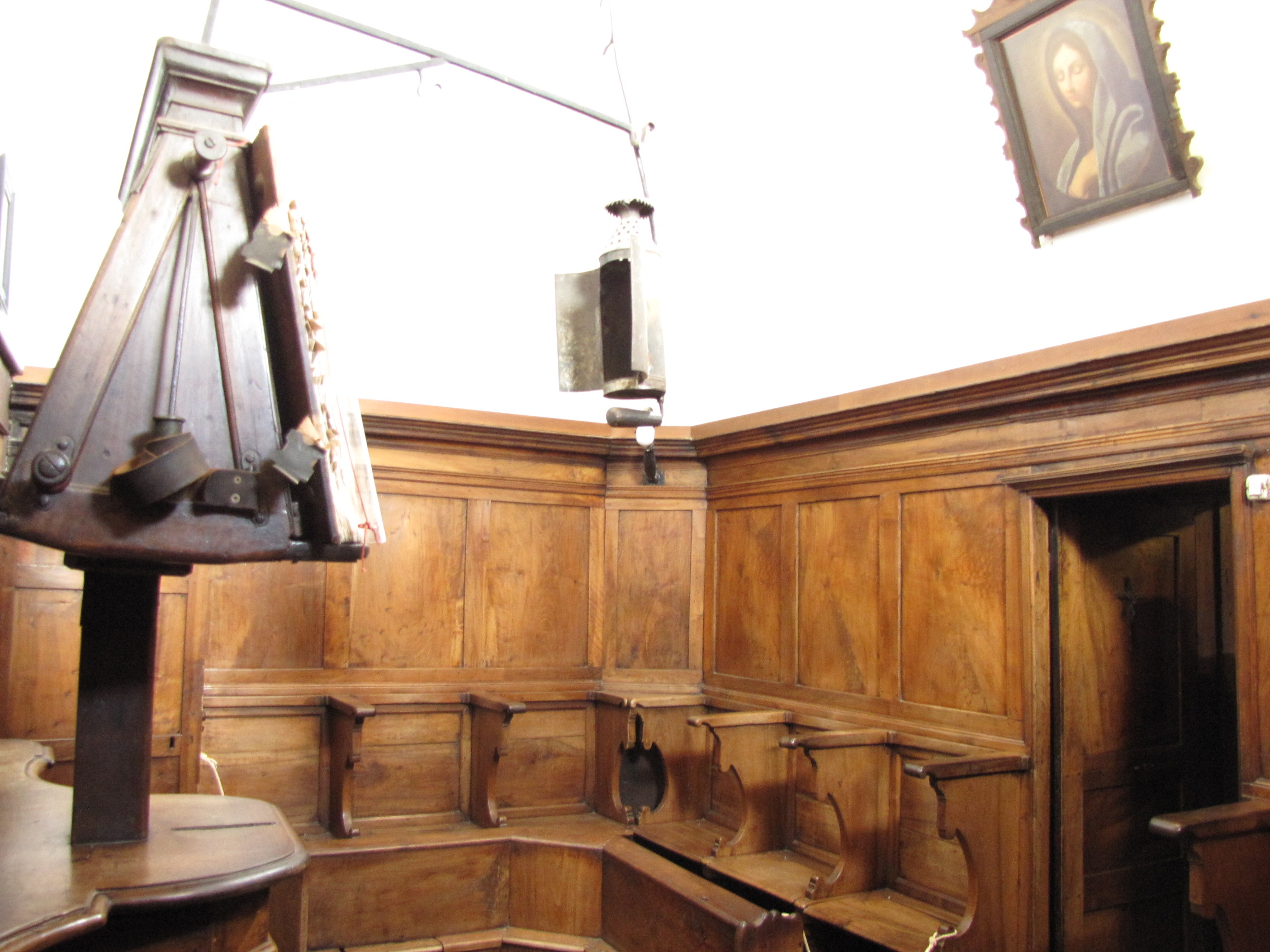
Il coro ligneo, con il leggio e il supporto della lanterna

Al piano superiore, sopra la cappella del presepe, si trova la primitiva chiesa del santuario, intitolata a San Francesco e a San Bonaventura, e risalente alla prima metà del Duecento.

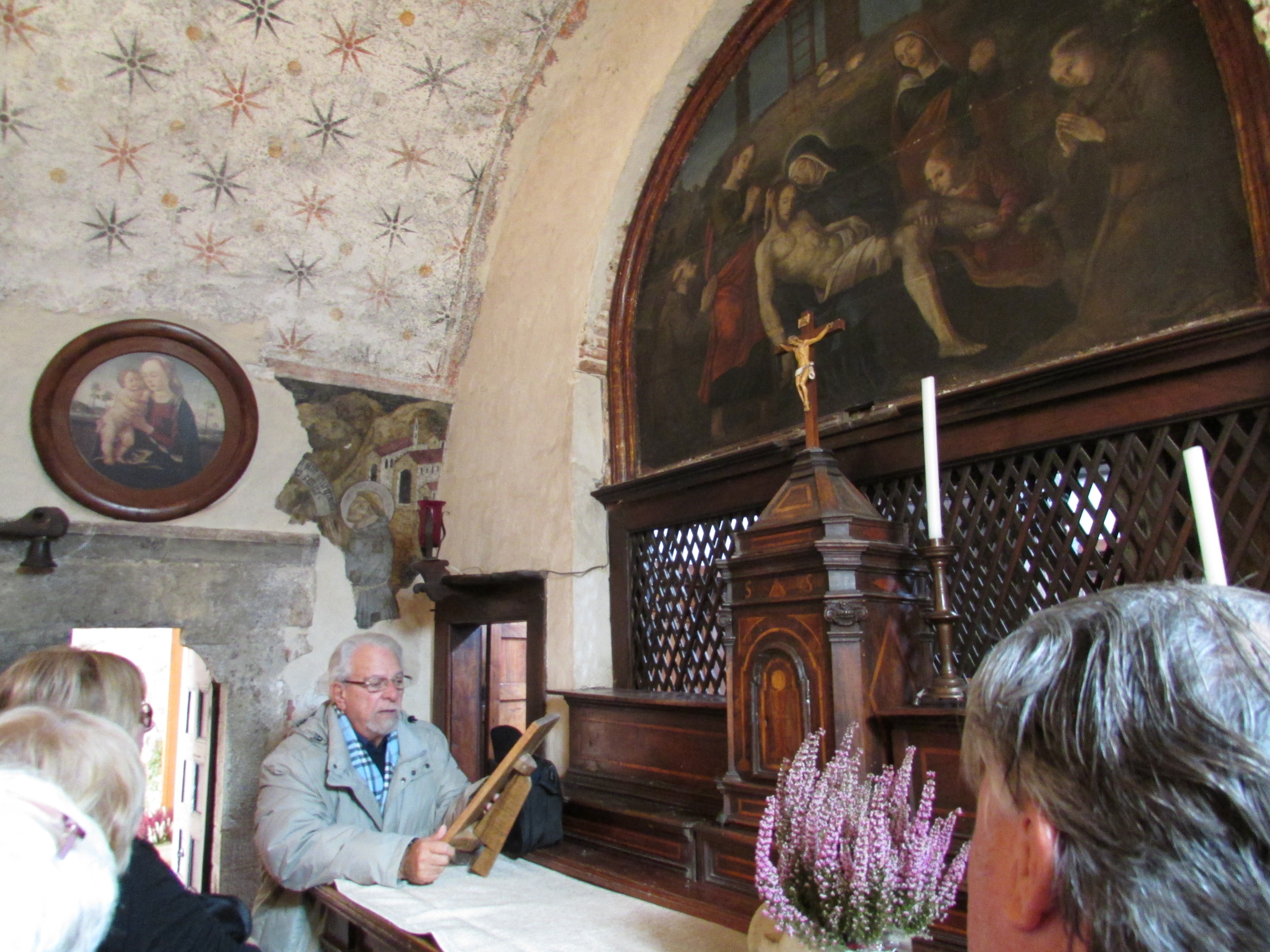
A destra: Deposizione tra santi (scuola umbra, XVI secolo); a sinistra: San Francesco e l'angelo che gli annuncia la remissione dei peccati (XIV secolo) e Madonna col Bambino (Biagio d'Antonio, XV secolo)

Sopra l'altare si trova un dipinto cinquecentesco di scuola umbra che rappresenta la Deposizione tra santi. Sulla parete sinistra si trova un affresco trecentesco che rappresenta San Francesco e l'angelo che gli annuncia la remissione dei peccati; sopra di esso si trova un pregevole tondo quattrocentesco attribuito a Biagio d'Antonio, che raffigura la Madonna col Bambino.
La chiesa conserva interessanti arredi lignei tra cui degli stalli nel coro, un leggio e un supporto girevole per lanterna che permetteva ai frati di illuminare le pagine del libro corale.
La copertura è costituita da una volta a botte decorata da un cielo stellato e con un'immagine del beato Giovanni da Parma.
Nell'oratorio attiguo alla chiesa, sopra l'altare, è conservato un importante ritratto di San Francesco, molto venerato dai frati, che secondo la tradizione locale sarebbe stato eseguito nel 1225 su commissione dell'amica Jacopa de Settesoli, e che quindi lo renderebbe l'unico ritratto del santo eseguito quando egli era in vita. La tela è una copia trecentesca dell'originale andato perduto, e rappresenta il santo con il viso sofferente, mentre si asciuga gli occhi con un fazzoletto, per via della malattia agli occhi di cui soffriva nell'ultimo periodo, che era venuto a farsi curare dai medici della corte papale presente a Rieti.

### Celle e grotte eremitiche
Poco fuori dal santuario, immersi nel bosco e addossati alla roccia, si trova la grotta del beato Giovanni da Parma, ministro generale dell'ordine, che vi visse in penitenza ascetica per 32 anni, dal 1257 al 1289. Nei suoi pressi si trova inoltre la celletta di San Francesco, dove il santo si recava per pregare in solitudine. Quest'ultima è oggi convertita in oratorio; si tratta di un piccolo ambiente che ospita un affresco settecentesco rappresentante la Morte di San Francesco, e resti di un altro affresco più antico. Le due celle non sono aperte al pubblico.

### Chiesa dell'Immacolata Concezione
La chiesa moderna del santuario, dedicata all'Immacolata Concezione, fu realizzata nel 1959 su progetto dell'architetto Alberto Carlo Carpiceci. L'edificio affaccia sulla piazzetta verso cui rivolge l'abside e il fianco destro, mentre la facciata e il fianco sinistro sono coperti dal fianco della montagna.

#### Esterno
L'esterno è in pietra e intonaco, con un campanile a vela. Il fianco destro è scandito da monofore e ospita i due portali d'ingresso, che immettono all'inizio e al fondo della navata; l'abside è ottagonale e presenta lucernari. Sul lato occidentale si trova una scalinata che conduce ai sentieri che si inoltrano nel bosco e a un terzo portale di accesso, situato in posizione rialzata, che immette nel matroneo sopraelevato. Nella scalinata si trova un'edicola ornata con una ceramica di epoca recente che raffigura Sant'Antonio di Padova e il miracolo dell'eucaristia.
I tre portali d'accesso sono tutti decorati esternamente con dei bassorilievi in bronzo realizzati dallo scultore Lino Agnini. Il bassorilievo del portale anteriore (delle dimensioni di 245 x 155 cm e del peso di oltre 30 quintali) fu realizzato nel 1995 dalla fonderia Briman di Verona. Raffigura la Madonna che dona Gesù bambino a San Francesco; ai lati ci sono il beato Giovanni Duns Scoto (il teologo del dogma dell'Immacolata), Santa Chiara morente con la bolla papale tra le mani, sorretta da due consorelle, e i volti di due benefattori di Francesco: Alticama Castelli di Stroncone e Giovanni Velita di Greccio. Il portale posteriore rappresenta invece l'incontro di San Francesco con il lupo.

#### Interno
All'interno la chiesa è a navata unica, con una pianta a croce latina senza transetti. Sul fianco sinistro e sul fondo, la navata possiede un ballatoio sopraelevato che ospita il matroneo; nello spazio sotto al ballatoio sinistro vi sono tre piccole nicchie, a mo' di cappelle laterali.
Nell'abside si trova un bassorilievo in ceramica che raffigura Santa Maria Immacolata, realizzato dallo scultore Lorenzo Ferri nel 1965-66. Sul fondo della navata si trova un grande presepe in legno, anch'esso opera di Lorenzo Ferri, realizzato nel 1967 con statue provenienti dalla Val Gardena. Nel fianco sinistro, la prima nicchia ospita l'organo; la seconda ospita un secondo presepe, realizzato in terracotta dallo scultore Luigi Venturini nel 1962; la terza nicchia ospita un crocifisso ligneo. Sul fianco destro è presente una scultura in legno che raffigura San Francesco e i suoi fratelli mentre assistono i lebbrosi, realizzata dallo scultore spagnolo J. Campania nel 1925. Sulle pareti si trovano bassorilievi in terracotta della Via Crucis, realizzati dal Ferri nel 1967. Altri presepi si trovano nel matroneo, che ne ospita una mostra permanente in continua crescita; tra questi si ricordano Presepio in terracotta di L. Agnini e Francesco e il suo presepio di A. Fanfoni.
Le finestre sono istoriate con vetrate artistiche policrome, opera di padre Alberto Farina, che ripercorrono la storia di San Francesco e del santuario. I soggetti rappresentati sono:
- nelle tre monofore della prima campata: I tre compagni di frate Francesco (Leone, Rufino e Angelo)
- nelle tre monofore della seconda campata: San Bonaventura, Santa Chiara e il Beato Giovanni da Parma
- nella terza campata: una grande vetrata con Il perdono di Assisi, e due monofore ai lati con: Donna Jacopa dei Settesoli e Giovanni Velita
- nelle lunette sopra i due portali d'ingresso: le due Natività di Betlemme e di Greccio

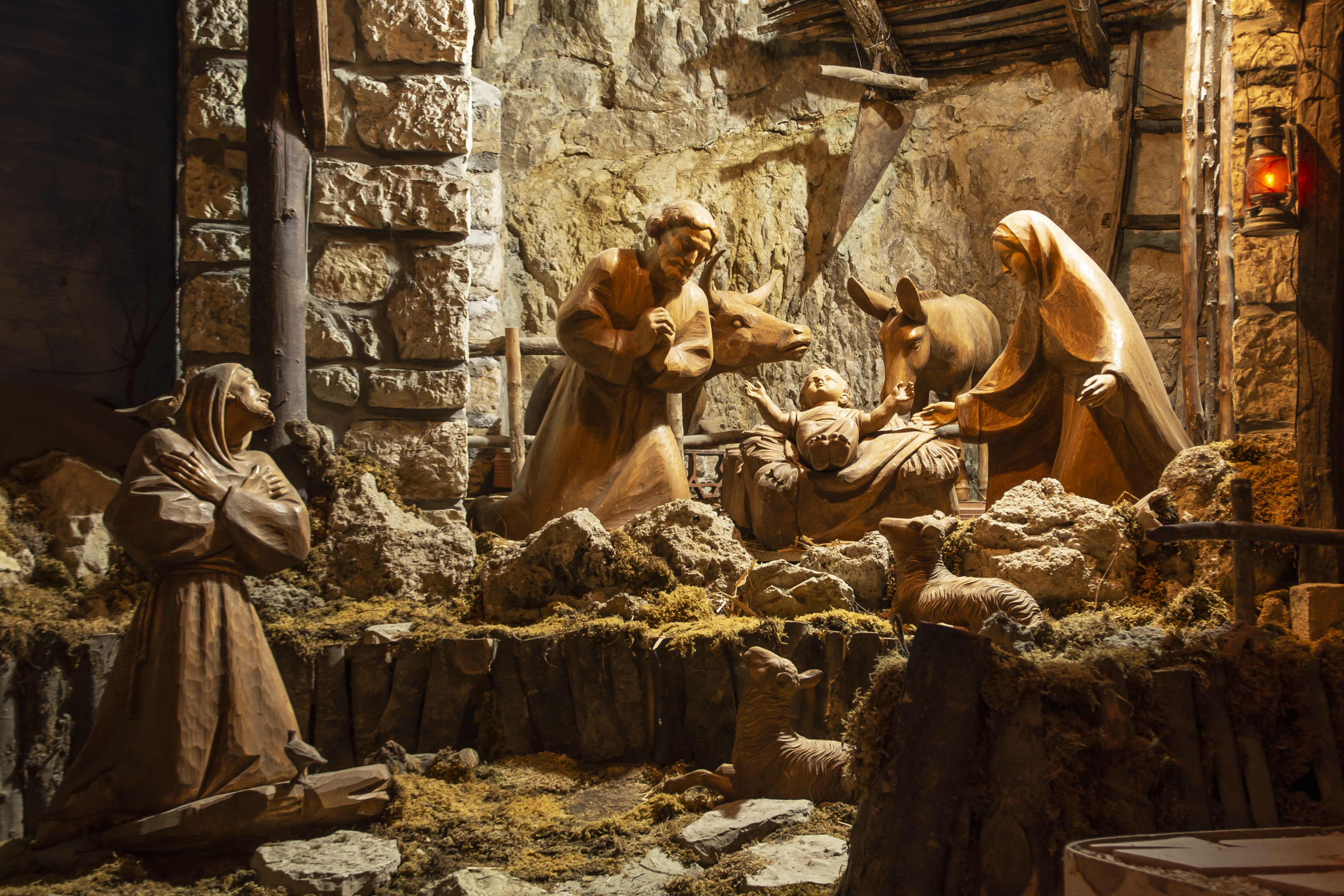
Il presepe ligneo sul fondo - dettaglio (Ferri, 1967)
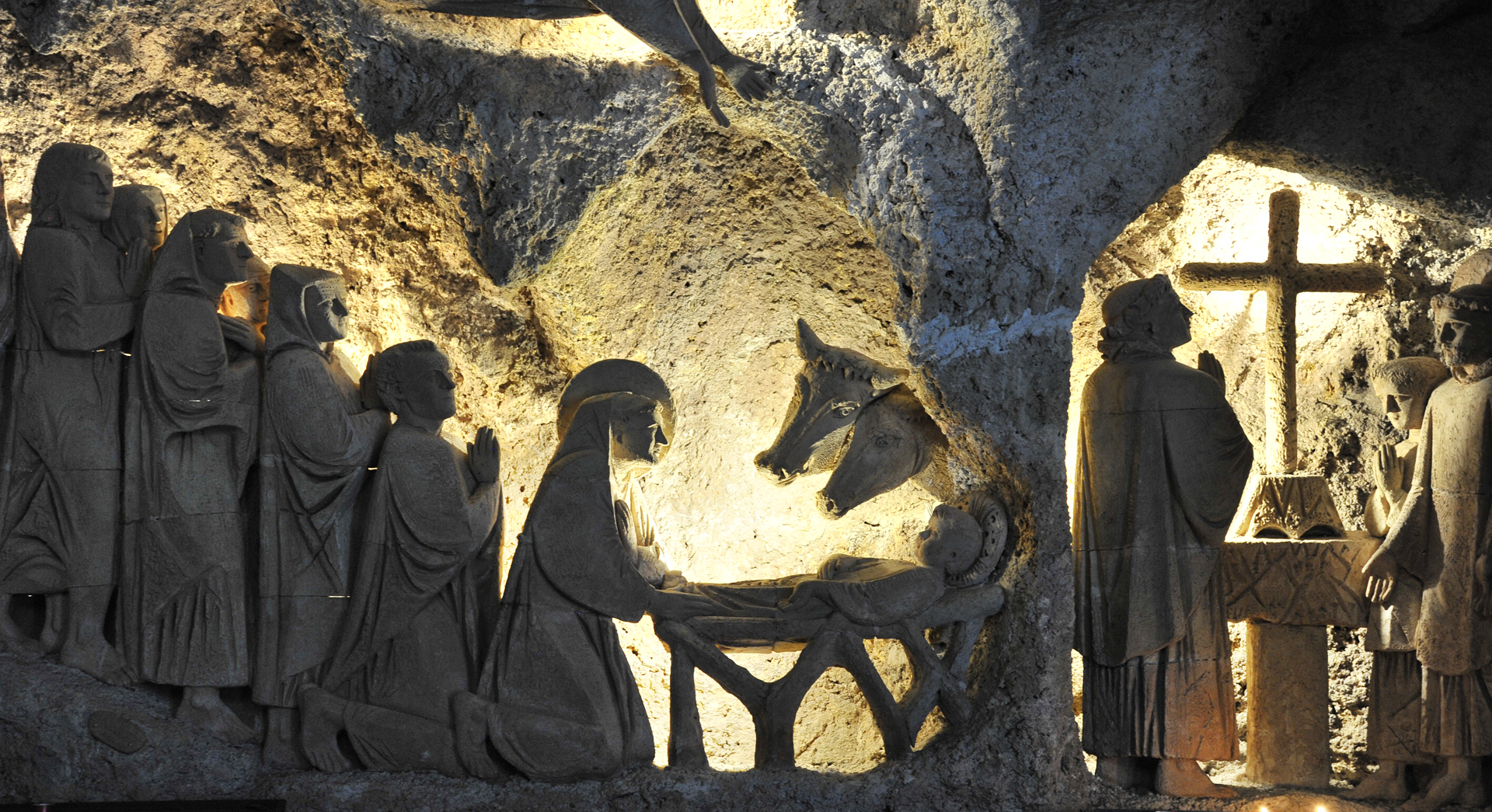
Il presepe in terracotta sul fianco sinistro (Venturini, 1962)
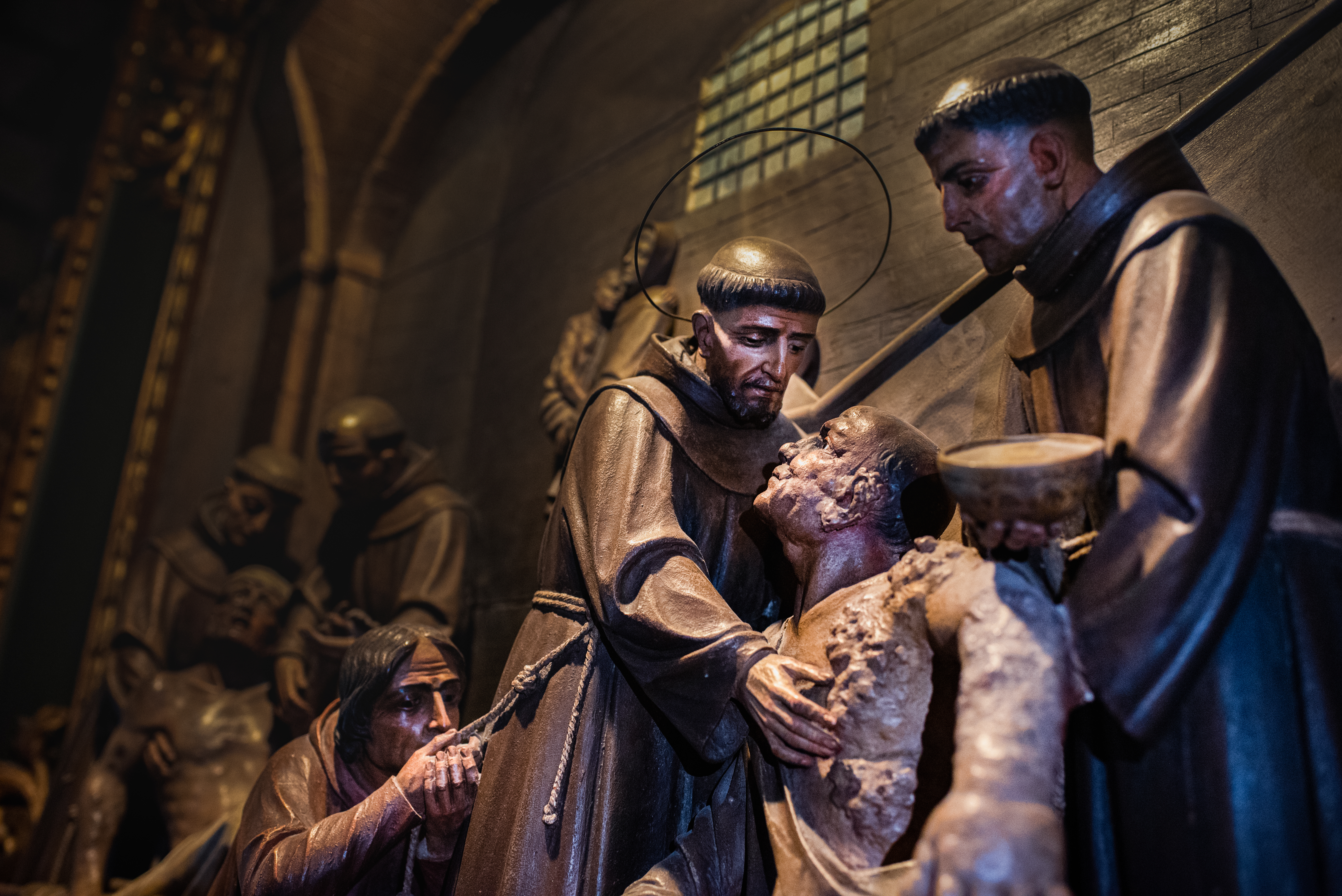
San Francesco assiste i lebbrosi, sul fianco destro - dettaglio (Campania, 1925)

### Cappella sul monte Lacerone
Dal santuario, tramite un aspro sentiero immerso nel bosco lungo un paio di chilometri, si può salire fino alla sommità del Monte Lacerone (1204 metri s.l.m.), il luogo dove dimorava San Francesco prima di fondare il santuario. Nel punto dove si vuole che Francesco abbia costruito la propria capanna, vicino a due grandi alberi di carpino, sorge una piccola cappella, fatta edificare da papa Clemente XI nel 1712 e inglobata in una casa di pastori nel 1889.